# L'Armée des morts
Ne doit pas être confondu avec Dawn of the Dead ou Army of the Dead.
Pour l'armée de morts dans le monde de Tolkien, voir Armée des morts.
Pour plus de détails, voir Fiche technique et Distribution.
L'Armée des morts ou L'Aube des morts au Québec (titre original : Dawn of the Dead) est un film de zombies franco-canado-américain réalisé par Zack Snyder, sorti en 2004. C'est un remake du film Zombie réalisé par George A. Romero et sorti en 1978 : les prémices et le lieu central sont les mêmes, mais l'histoire diffère.
Le film début alors que le monde n'est plus qu'un immense cauchemar. La population de la planète se résume désormais à une horde de morts vivants assoiffés de sang et lancés à la poursuite des derniers êtres humains encore en vie. Après avoir miraculeusement réussi à s'échapper de son quartier, Ana Clark se barricade avec un petit groupe de survivants dans un centre commercial. André et sa femme enceinte, Michael et Kenneth, officiers de police, vont tout faire pour rester vivants. Alors que dehors, la situation est de pire en pire, à l'intérieur, il faut aussi faire face aux peurs et aux démons de chacun.

## Synopsis
Dans une banlieue aux États-Unis, la vie d'Ana s'écoule paisiblement avec son compagnon Luis, Mais un jour, leur petite voisine Vivian s'introduit chez eux, mord gravement Luis au cou. Ce dernier une fois mort attaque Ana qui parvient à sortir de la maison et à prendre sa voiture. La jeune femme constate alors que son quartier est en train d'être dévasté par des zombies. Elle a un accident lorsqu'un homme tente de lui voler sa voiture, et perd connaissance.
Lorsqu'elle se réveille, Ana rencontre le policier Kenneth et le duo marche discrètement aux abords de la ville. Ils rencontrent un trio de survivants comme eux : Michael, Andre et sa compagne enceinte Luda. Le groupe finit par trouver refuge dans un grand centre commercial. Le groupe y trouve deux zombies dont une attaque Luda mais Ana et Michael parviennent à tuer les zombies. Ils sont alors mal accueillis par le gardien de sécurité CJ et ses deux adjoints Terry et Bart. Le groupe parvient à faire entendre raison aux trois hommes. Les survivants s'organisent, traçant des SOS sur le toit plat du centre commercial, et envoyant des messages à un survivant armurier en face du centre commercial, Andy, qui a son magasin cerné par les zombies. Dans la journée, la télévision cesse d'émettre et les survivants ignorent la situation mondiale. Le lendemain, un camion roule sur le parking du centre commercial avec d'autres survivants à l'intérieur. Malgré la résistance de CJ et de Bart, les autres membres du groupe s'organisent pour faire entrer les passagers du camion. Grâce aux manœuvres, les autres survivants trouvent refuge dans le centre commercial : Nicole et son père Frank, Steve, Norma, Tucker, Monica, Glen et une grosse femme.
Lorsque la grosse femme meurt, elle revient en zombie et Ana la tue, le groupe fait l'hypothèse que l’épidémie se propage via les morsures. Frank, mordu, doit être tué. Il est mis en quarantaine le temps de la transformation et Kenneth l’abat. De son côté, Andre comprend que Luda va devenir zombie puisqu’elle a été mordue précédemment. Toutefois, Andre ne dit rien au reste du groupe. Dès lors, les jours passent et les survivants tissent des liens entre eux : Nicole et Terry passent du temps ensemble, de même qu’Ana et Michael, Kenneth et Andy communiquent en écrivant sur des ardoises, et lisant avec des jumelles, Steve couche avec Monica… Andre cache Luda dans une boutique pour bébé.
Un soir, une coupure de courant intervient : Kenneth, Michael, CJ et Bart se rendent dans le parking souterrain pour remettre le courant. Ils y trouvent un chien qu’ils prennent avec eux. Mais un groupe de zombies les surprend et Bart est tué. Les trois autres hommes parviennent à incendier cette partie du sous-sol et reviennent. Pendant ce temps, Luda est en train d’accoucher en secret. Seulement elle meurt avant le terme et revient en zombie. Elle accouche quand même d’une fille. C’est à ce moment que Norma arrive dans la boutique et, horrifiée en voyant Luda zombifiée ligotée sur le lit, elle l'abat. Fou de rage, Andre tire sur Norma et les deux survivants s’entretuent. Les autres arrivent et remarquent que le bébé est devenu zombie aussi : Ana le tue.
Ana, Kenneth, Michael, Steve, CJ, Terry, Nicole, Monica, Tucker et Glen se décident à élaborer un plan pour s’enfuir : les survivants commencent à fortifier deux bus présents dans le parking du centre commercial pour s’enfuir et prendre le bateau de Steve, espérant ainsi gagner une ile épargnée proche de la côte. Le plan est possible mais de l’autre côté de la route, Andy l’armurier est affamé. Les survivants décident de lui envoyer le chien Chips chargé de nourriture. Le chien est descendu avec une corde du toit du centre commercial mais lorsqu’il pénètre dans l’armurerie, un zombie parvient à mordre Andy qui se transforme en zombie. C’est à ce moment que Nicole surgit dans la rue au volant du camion de Norma : en effet elle ne supporte pas de voir son chien fendre la foule de zombie et est partie le chercher avant d’apprendre la contamination d’Andy. Elle pénètre sous les yeux horrifiés des survivants dans la boutique d’Andy et ce dernier zombifié descend la voir. Elle se cache dans un placard, puis le groupe perd le contact avec elle.
Pour essayer de récupérer Nicole et des armes, Michael, Kenneth, CJ, Terry et Tucker passent par les égouts pour arriver devant la boutique d’Andy et parviennent à y entrer. Ils découvrent Andy zombie et l’abattent. Nicole est découverte en vie avec le chien dans un placard. Lors du retour par les égouts, Tucker est tué. Les zombies entrent dans le centre commercial et les survivants (Ana, Kenneth, Michael, CJ, Steve, Nicole, Terry, Monica et Glen) arrivent au garage et montent dans les bus blindés et surprotégés avec toutes les armes. Le groupe se sépare dans les deux bus : Ana, Michael, CJ et Nicole d’un côté et Kenneth, Steve, Terry, Monica et Glen de l’autre. À l’aide d’une bonbonne de gaz, CJ écarte la foule de zombie. Lors du trajet jusqu’au port, un zombie est accroché au bus et en voulant le tuer, Glen blesse accidentellement et mortellement Monica avec la tronçonneuse. Le bus de Kenneth, Steve et Terry fait une embardée et tombe sur le flanc, Glen meurt sur le coup. Steve essaie alors de s’enfuir tout seul mais un zombie l’attaque et le tue. Ana, Michael, CJ et Nicole rejoignent Kenneth et Terry et Ana tue Steve zombifié.
Les zombies rattrapent le groupe et CJ, bloqué, se sacrifie pour tous les tuer dans une explosion de gaz. Ana, Kenneth, Nicole et Terry montent sur le bateau de Steve et s’apprêtent à partir. Michael décide de rester car il a été mordu. Alors que le bateau prend la mer, avec Ana, Kenneth, Nicole, Terry et le chien à son bord, Michael se suicide.
Sur le bateau, les survivants viennent à manquer d'eau, de nourriture et d'essence. Ils finissent par accoster sur une ile, mais après avoir fait quelques pas, de très nombreux zombies apparaissent, des coups de feu sont tirés.
Scène post-générique
Une tête est découverte dans la glacière d'un navire.

## Fiche technique
- Titre original : Dawn of the Dead
- Titre français : L'Armée des morts
- Titre québécois : L'Aube des morts
- Réalisation : Zack Snyder
- Scénario : James Gunn avec la participation non créditée de Scott Frank et Michael Tolkin, d'après le scénario original de 1978 de George A. Romero
- Photographie : Matthew F. Leonetti
- Montage : Niven Howie (de)
- Musique : Tyler Bates (musique additionnelle de Tree Adams)
- Décors : Andrew Neskoromny
- Costumes : Denise Cronenberg
- Producteurs : Marc Abraham, Armyan Bernstein (en), Thomas A. Bliss (en), Dennis E. Jones, Michael D. Messina, Eric Newman et Richard P. Rubinstein
- Sociétés de production : Strike Entertainment, Metropolitan Filmexport et Cruel and Unusual Films
- Société de distribution : Universal Pictures
- Budget : 26 000 000 $[1]
- Pays de production :  États-Unis,  Canada,  France
- Langue originale : anglais
- Format : couleur - 2,35:1 - DTS / SDDS - 35 mm
- Genre : horreur
- Durée : 100 minutes / 110 minutes (director's cut)
- Dates de sortie :
  - États-Unis : 10 mars 2004 (avant-première) ; 19 mars 2004 (sortie nationale)
  - Canada : 19 mars 2004
  - Suisse : 19 mars 2004 (Suisse alémanique) ; 30 juin 2004 (Suisse romande)
  - France et Belgique : 30 juin 2004
- Classification :
  - France : interdit aux moins de 16 ans lors de sa sortie en salles

## Distribution
- Sarah Polley (VF : Laura Préjean, VQ : Aline Pinsonneault) : Ana Clark
- Ving Rhames (VF : Saïd Amadis, VQ : Pierre Auger) : Kenneth Hall
- Jake Weber (VF : Pierre Laurent, VQ : Patrice Dubois) : Michael
- Mekhi Phifer (VF : Didier Cherbuy, VQ : Martin Watier) : Andre
- Ty Burrell (VF : Jean-Louis Faure, VQ : Tristan Harvey) : Steve Marcus
- Inna Korobkina : Luda
- Michael Kelly (VF : Guy Chapelier, VQ : Benoît Rousseau) : CJ
- Kevin Zegers (VF : Jérémy Bardeau, VQ : Sébastien Reding) : Terry
- Lindy Booth (VF : Barbara Kelsch, VQ : Karine Vanasse) : Nicole
- Jayne Eastwood (VF : Michelle Bardollet, VQ : Claudine Chatel) : Norma
- Michael Barry (VF : Jérémy Prévost, VQ : Louis-Philippe Dandenault) : Bart
- Kim Poirier (VF : Ilana Castro) : Monica
- Boyd Banks (VF : Jean-Michel Farcy) : Tucker
- R. D. Reid : Glen
- Matt Frewer (VQ : Jean-Luc Montminy) : Frank
- Justin Louis : Luis
- Hannah Lochner : Vivian
- Bruce Bohne (VF : Serge Faliu ; VQ : François Godin) : Andy
- Sanjay Talwar : le docteur Rosen
- Kim Roberts : Cora
- Ken Foree : l'évangéliste de la télévision
- Tom Savini : le shérif Cahill
- Scott Reiniger : le général

## Production

### Musique
- Have a Nice Day, de Kelly Jones, Richard Jones et Stuart Cable
- The Man Comes Around de Johnny Cash (aka John R. Cash).
- Don't Worry, Be Happy de Bobby McFerrin, interprété par Tree Adams
- All By Myself de Eric Carmen et Sergei Rachmaninov, interprété par Tree Adams
- Right Time of the Night, de Peter McCann (en), interprété par Tree Adams
- You Light Up my Life, de Joe Brooks, interprété par Tree Adams
- Down with the Sickness, interprété par Disturbed et également en reprise par Richard Cheese and Lounge Against the Machine
- What the World Needs Now Is Love, de Burt Bacharach & Hal David, interprété par Tree Adams
- The Hangman Song, de Tim Kelley et Christa Meyer, interprété par Tyler Bates, Joey Waronker (en), Rusty Logsdon, Nan Vernon et Soda
- All Out of Love, de Graham Russel et Clive Davis, interprété par Tree Adams
- People Who Died, de Jim Carroll, Brian Unsley, Stephen Unsley, Terrell Winn & Wayne Wood, interprété par The Jim Carroll Band

## Accueil
Le film a connu un certain succès commercial, rapportant environ 102 356 000 $ au box-office mondial, dont 59 020 000 $ en Amérique du Nord, pour un budget de 28 000 000 $. En France, il a réalisé 469 365 entrées.
Il a reçu un accueil critique favorable, recueillant 75 % de critiques positives, avec une note moyenne de 6,7/10 et sur la base de 180 critiques collectées, sur le site agrégateur de critiques Rotten Tomatoes. Sur Metacritic, il obtient un score de 58/100 sur la base de 32 critiques collectées.

## Réactions
Fortement tourné en dérision par les fans de la version originale et par la critique avant sa sortie, le film a néanmoins reçu des réactions positives des deux côtés à sa sortie, particulièrement pour les 10 premières minutes d'introduction précédant le générique,. Cette séquence a été présentée à la télévision une semaine avant la sortie du film, une pratique devenue commune depuis.
D'autres ont estimé que le film n'a pas conservé la satire sociale et l'intensité de l'original. Romero lui-même, qui émettait de grosses réserves au sujet de quelques éléments du film, déclara ensuite qu'il avait trouvé le film meilleur qu'il ne l'avait anticipé.

## Comparaison des scénarios
Du point de vue du scénario, Zombie et L'Armée des morts diffèrent très nettement, au point où seuls le lieu de l'action (un centre commercial) et le titre original (Dawn of the dead) restent inchangés. Les personnages principaux ne sont pas les mêmes dans les deux films, et leur vie à l'intérieur du magasin s'organise différemment. La séquence où les protagonistes profitent des loisirs qu'offrent un grand magasin vide où tout est à disposition gratuitement a toutefois été conservée.
Du côté des zombies et de leur propagation on note également des changements profonds. Dans l'original, l'apparition des zombies est lente et plusieurs mois sont nécessaires avant qu'ils aient envahi les États-Unis. Dans le remake, en une nuit le monde entier est touché. Alors que l'action de Zombie débutait dans un monde déjà peuplé de zombies (au moins partiellement), L'Armée des morts commence avant l'apparition des morts vivants. Autre aspect important et fortement remarqué, les zombies de L'Armée des morts sont bien plus rapides et violents que ceux de ce genre de film, tétralogie de Romero incluse.

### Zombies
Dans le film original de Romero, les zombies se déplacent très lentement et sont plus menaçants quand ils sont rassemblés en grands groupes. Dans le remake, ils sont capables de se déplacer beaucoup plus rapidement, ils peuvent courir ou sauter, ils semblent être très résistants (ils parviennent par exemple à courir après un bus sur plusieurs kilomètres). Beaucoup d'admirateurs de l'original (et Romero lui-même) ont protesté particulièrement sur ce changement, estimant que cela limite l'impact des morts-vivants,. Ceci est légèrement confirmé par le fait que dans le remake, il n'y a presque pas d'armes à feu qui puissent arrêter un mort-vivant plus d'une ou deux secondes. Snyder mentionne ce problème en commentaire dans une séquence du DVD, précisant qu'ils semblent trop humains, lorsque la caméra s'attarde sur eux un moment.
Cependant, une majorité du public ainsi qu'une génération de fans plus jeune a apprécié cette nouvelle "race" de zombie plus rapide et violente et de nombreux réalisateurs ont repris l'idée dans divers films comme  Dernier train pour Busan ,  World War Z,  Doom, la quadrilogie Rec et de nombreux autres ainsi que divers jeux-vidéos , créant un sous-genre à part entière.
D'ailleurs, l'idée était déjà en grande partie introduite dans d'autres œuvres comme le film à succès  28 Jours plus tard  sorti deux ans plus tôt, la célèbre saga Resident Evil ou bien la licence  House of the Dead .

### Contamination
Suivant les œuvres, les caractéristiques des zombies et de la propagation de l'infection diffèrent. Dans ce film, si une personne est mordue assez sérieusement pour entraîner directement la mort, elle se transforme en zombie quelques secondes après son décès. Si la morsure n'est pas directement mortelle, l'infection se propage lentement jusqu'à transformer la personne en zombie. Les personnes tuées autrement que par la morsure d'un mort-vivant ne deviennent pas zombies.

## Autour du film
- Le tournage s'est déroulé du 16 juin au 6 septembre 2003 à Brampton, Caledon, l'ile Santa Catalina, Salt Lake City, Thornhill, Toronto et au studio Universal de Californie.
- Les acteurs Scott H. Reiniger (le général), Tom Savini (le shérif) et Ken Foree (le télé-évangéliste) apparaissaient déjà dans l'original de 1978, mais sous d'autres rôles.
- Dans une scène où les réfugiés décompressent un peu, on voit une femme devant une boutique de lingerie appelée Gaylen Ross. Gaylen Ross est l'actrice principale du Zombie de Romero.
- Avant que la réalisation du film soit finalement attribuée à Zack Snyder, Diane Lane fut un temps sollicitée pour incarner Anna.
- Nathan Fillion était le premier choix pour incarner Michael.
- Le rôle de la femme obèse transformée en zombie est en fait interprété par un homme.
- Les bus transformés en engins blindés anti-zombies ont ensuite servi d'inspiration au  Dead Reckoning de Land of the dead, réalisé par Romero l'année suivante et faisant suite à sa trilogie Zombie, ce que l'on peut voir comme un hommage ou une réhabilitation du remake par le réalisateur du film original.

## Distinctions
- Golden Trailer Awards 2004 : Prix du meilleur film d'horreur et nomination à la meilleure musique
- Saturn Awards 2005 : nomination au prix du meilleur film d'horreur et des meilleurs maquillages pour David LeRoy Anderson et Mario Cacioppo
- Prix Bram Stoker 2005 : nomination pour le meilleur scénario